# Coup d'État de 1972 au Qatar
Le coup d'État de 1972 au Qatar est un coup d'État sans effusion de sang survenu au Qatar le 22 février 1972. Le coup d'État a été réalisé par l'héritier et le Premier ministre Khalifa ben Hamad Al Thani, qui a pris le contrôle du pays pendant que son cousin, l'émir Ahmad ben Ali Al Thani, était en visite en Iran.
Alors que de nombreux organes d'information occidentaux ont qualifié l'événement de coup d'État, la population qatari l'a simplement considéré comme une succession de pouvoir.

## Conséquences
L'activité initiale du nouvel émir était le processus de réorganisation du gouvernement. Le processus a vu un changement radical dans la hiérarchie de l'autorité. Khalifa ben Hamad a considérablement réduit les pouvoirs traditionnels accordés à l'héritier présumé tout en projetant tout le pouvoir sur lui-même. Il a nommé Suhaim ben Hamad Al Thani (en) comme ministre des Affaires étrangères ; il se nomma également un conseiller pour les affaires courantes. En outre, il a limité les privilèges financiers des membres de la famille Al Thani au pouvoir. 
Après sa déposition, l'ancien émir a vécu en exil à Dubaï, aux Émirats arabes unis et a choisi de rester en exil jusqu'à sa mort en 1977.